# Velîke, Sakî
Velîke (în ucraineană Велике) este un sat în comuna Suvorovske din raionul Sakî, Republica Autonomă Crimeea, Ucraina.

## Demografie
Componența lingvistică a localității Velîke
     Rusă (77,3%)
     Ucraineană (10,17%)
     Tătară crimeeană (10,17%)
     Alte limbi (1,66%)
Conform recensământului din 2001, majoritatea populației localității Velîke era vorbitoare de rusă (77,3%), existând în minoritate și vorbitori de ucraineană (10,17%) și tătară crimeeană (10,17%).